# Gmina Blizanów
Gmina Blizanów là một gmina nông thôn (quận hành chính) thuộc hạt Kalisz, Voivodeship Greater Ba Lan, ở phía tây trung tâm Ba Lan. Khu vực hành chính của nó là làng Blizanów, nằm khoảng 17 kilômét (11 mi) về phía bắc Kalisz và 94 km (58 mi) về phía đông nam của thủ phủ Poznań.
Gmina có diện tích 157,82 kilômét vuông (60,9 dặm vuông Anh) và tính đến năm 2006, tổng dân số của nó là 9.251 người.

## Làng
Gmina Blizanow chứa các làng và các khu định cư như Biskupice, Blizanow, Blizanow Drugi, Blizanówek, Bogucice, Bolmów, Brudzew, Brzezina, Czajków, Czajków-Kolonia, Dębniałki, Dębniałki Kaliskie, Dojutrów, Godziątków, Grodzisk, Janków Drugi, Janków Pierwszy, Janków Trzeci, Jarantów, Jarantów-Kolonia, Jastrzębniki, Korab, Kurza, Łaszków, Łaszków-Kolonia, Lipe, Lipe Trzecie, Pamięcin, Pawłówek, Piotrów, Piskory, Poklęków, Pruszków, Romanki, Rosocha, Rychnów, Rychnów-Kolonia, Skrajnia, Skrajnia Blizanowska, Szadek, Szadek-Kolonia, Warszówka, Wyganki, Zagorzyn, Żegocin và Żerniki.

## Gmina lân cận
Gmina Blizanow giáp với thành phố Kalisz và với gmina khác như Chocz, Goluchow, Grodziec, Pleszew, Stawiszyn và Żelazków.